# بنك الخليج
بنك الخليج هو مصرف كويتي أنشئ عام 1960 يتركز نشاطه في مجالات الخدمات المصرفية الفردية، والخدمات المصرفية للشركات، وخدمات الخزينة، والخدمات المصرفية الدولية. يترأس جاسم مصطفى بودي مجلس إدارة البنك، بينما يشغل علي مراد بهبهاني منصب نائب الرئيس. أما على الصعيد التنفيذي، يشغل أنطوان ضاهر منصب الرئيس التنفيذي.

## التاريخ

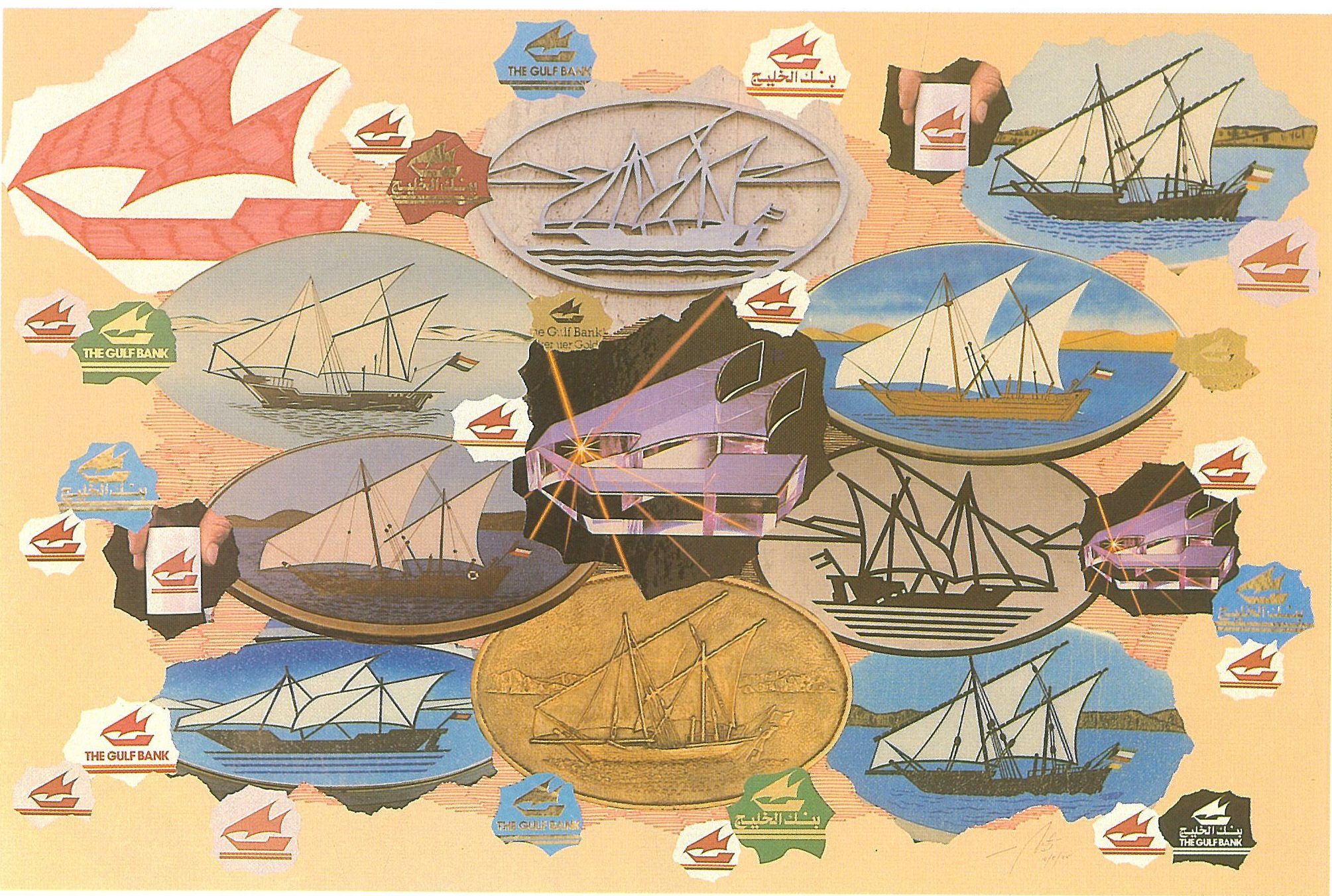

صدر المرسوم الأميري رقم (44) في 29 أكتوبر 1960، والذي اعترف بتأسيس بنك الخليج كشركة مساهمة كويتية، ونُشر في الجريدة الرسمية في 27 نوفمبر 1961، وبدأت عملياته التشغيلية في شقة مستأجرة في شارع فهد السالم في مدينة الكويت، وكان يضم 50 موظفًا برأس مال قدره 24 مليون روبية، أي ما يعادل 1.8 مليون دينار كويتي (6 مليون دولار أمريكي). وفي عام 1961 حصل البنك على ترخيص من بلدية الكويت لبناء مقره الرئيسي، حيث مُنح في البداية الإذن لتشييد أربعة طوابق مع قبو اختياري. وعلى مر السنين أضيفت طوابق جديدة إلى المقر، مع الحرص على الحفاظ على الطابع المعماري والتصميم الأصلي للمبنى، وذلك للحفاظ على مظهره التاريخي وجذوره الأولى.

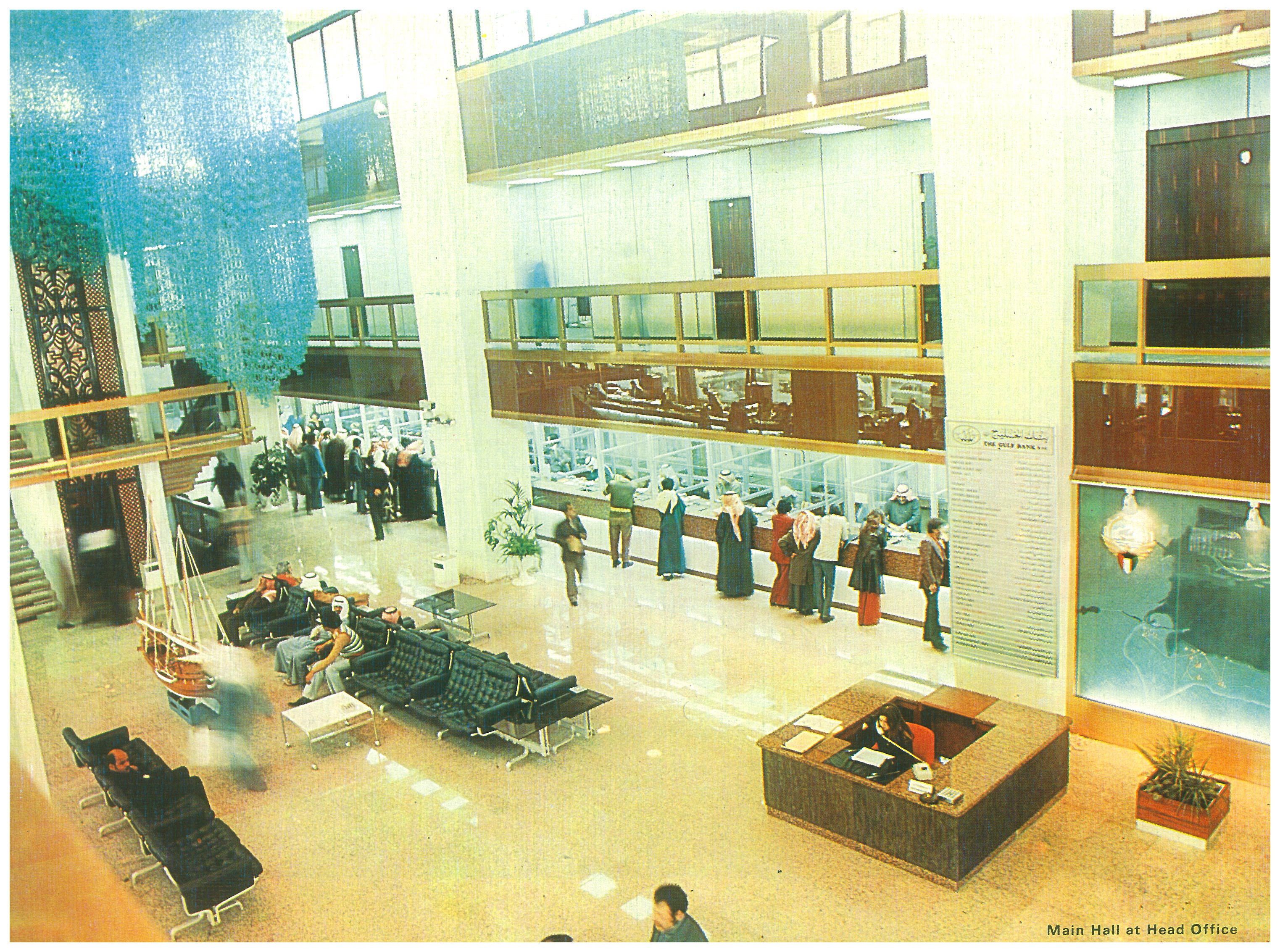
المقر الرئيسي لبنك الخليج. (الصورة القديمة)

كُلف المهندس المعماري جان-روبرت ديلب (الحائز على "جائزة روما الثانية" عام 1957) بتصميم المبنى، الذي يتألف من تسعة طوابق وقبوين، ويتميز بواجهات من الخرسانة مسبقة الصب التي تقلل من التعرض لأشعة الشمس، وبقاعة استقبال ثلاثية الارتفاع. ويُعد هذا المبنى اليوم من المعالم المعمارية البارزة في الكويت.

## مشكلة المشتقات المالية عام 2008
تعرض بنك الخليج لأزمة مالية إثر خسائر في تعامله بالمشتقات المالية لحساب بعض العملاء، فقام البنك في 23 أكتوبر 2008 بإعلام بنك الكويت المركزي بهذه الخسارة التي تقدر ب359,5 مليون دينار كويتي. فقام البنك المركزي في 26 أكتوبر بتعيين مراقب مؤقت على بنك الخليج لمراقبة نشاط البنك والإطمئنان على سير العمل، كما قام البنك المركزي بضمان ودائع عملاء البنك داخل الكويت وخارجها. وتم في نفس اليوم وقف تداول سهم بنك الخليج في سوق الكويت للأوراق المالية. وإثر هذه الأزمة قدم رئيس مجلس إدارة البنك بسام الغانم استقالته وتم انتخاب أخيه قتيبة يوسف الغانم ليحل محله على أن يتم انتخاب مجلس إدارة جديد في 11 أبريل 2009. ولتغطية الخسائر وافق الجمعية العمومية للبنك وبنك الكويت المركزي في 2 ديسمبر 2008 زيادة رأس مال البنك بنسبة 100٪ بحيث تكون قيمة السهم 100 فلس و 200 فلس علاوة إصدار على أن تكون الأولوية للمساهمين في البنك. وبلغت نسبة الزيادة 376 مليون دينار كويتي، 68% منها لمساهمي البنك و 16% للهيئة العامة للإستثمار. وتم إعادة تداول سهم بنك الخليج بعد ثلاث أيام من انتخاب مجلس إدارة جديد واعتماد التقارير المالية في 11 أبريل 2009.

## إنجازاته
- «أفضل بنك للخدمات المصرفية الفردية في الشرق الأوسط» للعام الرابع على التوالي من مجلة بانكر ميدل ايست.
- فاز بالمركز الأول في مجال إحلال وتوطين الوظائف على مستوى دول مجلس التعاون الخليجي.
- حصل على «جائزة التميز» الشهيرة المقدمة من مجلس وزراء العمل بدول المجلس لأربع سنوات بالتوالي.

## الطاقم الإداري
مجلس الإدارة
- رئيس مجلس الإدارة: جاسم مصطفى بودي[10]
- نائب رئيس مجلس الإدارة: علي مراد يوسـف بهبهاني
- أعضاء مجلس الإدارة:
  - بدر ناصر محمد الخرافي
  - عمر حمد يوسف العيسى
  - ساير بدر الساير
  - فواز محمد العوضي

الإدارة التنفيذية
- الرئيس التنفيذي: أنطوان ضاهر[11]
- رئيس المدراء الماليين: كيفن سميث
- رئيس مدراء المخاطر: راغوناندان س. مينون
- مدير عام الخدمات المصرفية للشركات: أحمد خالد الدويسان
- مدير عام الخدمات المصرفية الشخصية: فيكرام إيسار
- مدير عام الخزينة: سامي محفوظ
- مدير عام إدارة الخدمات المساندة للعملاء: منى منصور
- مدير عام الشؤون القانونية والمستشار العام: نبيل عبد الملك
- مدير عام الموارد البشرية: سلمى الحجّاج
- مدير عام التدقيق الداخلي ورئيس المدققين الداخليين:حسام مصطفى
- مدير عام الشؤون المؤسسية:ضاري البدر

## وصلات خارجية
- موقع بنك الخليج الإلكتروني